# Сайко Оксана Володимирівна
Оксана Володимирівна Сайко (*1 січня 1976, м.Скалат, Тернопільської області) — письменниця, дипломантка літературного конкурсу «Гранослов-2006», переможниця конкурсу на найкращу повість від журналу «Дніпро» 2009 року (повість «Волоцюги»).

Живе, працює і пише у Львові.

## Біографія
Оксана Сайко народилася 1 січня 1976 року в місті Скалат, Підволочиського району Тернопільської області, в родині лікарів. Батько Володимир Васильович Сайко — відомий в області лікар-невролог, мама — Орися Іванівна — медична сестра, брат Олексій — військовий лікар-ангіоневролог, підполковник.
Оксана про своє дитинство: «зростала серед книг і великої бібліотеки, яку колись почав збирати мій дід, Василь Сайко, кандидат біологічних наук, який писав малу прозу та п'єси, хоч їх йому й не вдалося видати; серед колоритних історій минулого, які розповідала бабуся Зофія, мамина мати, і дід Іван Лучко, що був талановитим столяром і членом ОУН. Перші свої історії малювала, коли ще не вміла писати, на одну таку історію часто використовувався увесь товстий зошит. У дев'ятирічному віці дуже вразив художній фільм про австралійського письменника Алана Маршала. Відтоді почала записувати якісь шкільні події, прикрашуючи їх, аби було цікавіше. А по-справжньому дар прийшов у 11-річному віці, коли просто так взяла до рук зошита, без жодної ідеї та думки, і почала писати, не знаючи, що напишу за хвилю. Історія та уява самі вели мене, наче щось керувало мною, а я цьому корилася. Так за один вечір була написана перша моя повість на 24 сторінки "Таємниця старого будинку". В школі вчителі дуже підтримували мій талант і розвивали. Саме в підлітковому віці було написано із вісім повістей: пригодницьких, детективних, історично-драматичних, навіть одна оперетка ( в той час навчалася в музичній шклолі, у класі скрипки); поема, "білі" вірші. Деякі маленькі оповідання друкувалися в місцевій районній газеті.»

В 1993 році закінчила середню школу в м. Скалат. В 1994 році вступила у Львівський державний медичний коледж, на факультет "Стоматологія. В 1999 році таємно від батьків вступила у Львівський національний університет імені Івана Франка на факультет «Журналістика». Ще навчаючись, почала працювати в газеті «Літературний Львів», у суспільно-релігійній газеті «Арка», а згодом очолила її сторінку «Культура». Також співпрацювала із львівськими газетами «Поступ», «Аудиторія», «Україна молода» (Київ), із офіційним сайтом УГКЦ, де вела рубрику «Визначні особи Церкви XX ст». В той період повернулася до творчості.

## Творчість
Свої повісті та оповідання друкувала у літературних часописах та виданнях: «Літературний Тернопіль», «Русалка Дністрова» (Тернопіль), «Літературний Львів», "Дзвін" (Львів), «Дніпро», «Літературна Україна» (Київ), «Золота Пектораль» (Чортків). Завдяки співпраці із журналом для підлітків «Сто талантів», було написано 20 оповідань, які стали першою книгою, що побачила світ у Видавництві Старого Лева 2012 року. — «Новенька та інші історії». Ця книга потрапила до короткого списку, фінальної п'ятірки конкурсу «Книга року BBC» у номінації «Дитяча книга року». Одне із оповідань цієї збірки, разом із віршами Ліни Костенко та Мар'яни Савки увійшло до аудіокниги для незрячих дітей (проект "Відчути книгу" фонду Дениса Сілантьєва), яку начитали українські відомі актори. Попри те, що писала твори для підлітків, не вважає себе дитячим письменником, оскільки у творчому доробку значно переважають твори для дорослих.

Бібліографія
- 2012 — «Новенька та інші історії"[4] (видавництво Старого Лева)

- 2013 — колективна збірка оповідань «Похід через засніжений перевал» (видавництво «Преса України», Київ);

- 2013 — повість «Кав'ярня на розі» (видавництво Старого Лева)

- 2015 — книга повістей «До сивих гір»[5](видавництво «Піраміда», Львів),

- 2017 — «Птахи завжди повертаються» (видавництво «Академія», Київ),

- 2017 — «Волоцюги» (вид. Академія, Київ),

- 2018 — «Слухаючи годинник»,

- 2018 — «Нетутешній» (видавництво «Академія», Київ).

- 2018 — електронна книга, повість «Майже казка» (видавництво Стрельбицького, Київ)

- 2019 — роман «Забута мелодія»[6](Видавництво старого Лева, Львів)

## Інтерв'ю
- Оксана Сайко, письменниця: Я зростала з історіями про село моєї родини, звідки її виселили
- «Коли пишу для дітей — сама стаю дитиною»